# Windows Mobile
 Der er for få eller ingen kildehenvisninger i denne artikel, hvilket er et problem. Du kan hjælpe ved at angive troværdige kilder til de påstande, som fremføres i artiklen.

Windows Mobile er et styresystem til smartphones fra firmaet Microsoft. Windows Mobile er blevet udfaset til fordel for det nyere Windows Phone.
Den sidste version er "Windows Mobile 6.5". Den er baseret på Windows CE 5.2-kernen.
Windows Mobile konkurrerede mod styresystemer som Android fra Google og iOS fra Apple.
| Operativsystem | Spire Denne artikel relateret til styresystemer er en spire som bør udbygges. Du er velkommen til at hjælpe Wikipedia ved at udvide den. |